# Pseudentephria
Pseudentephria là một chi bướm đêm thuộc họ Geometridae.